# Palladio (traghetto)

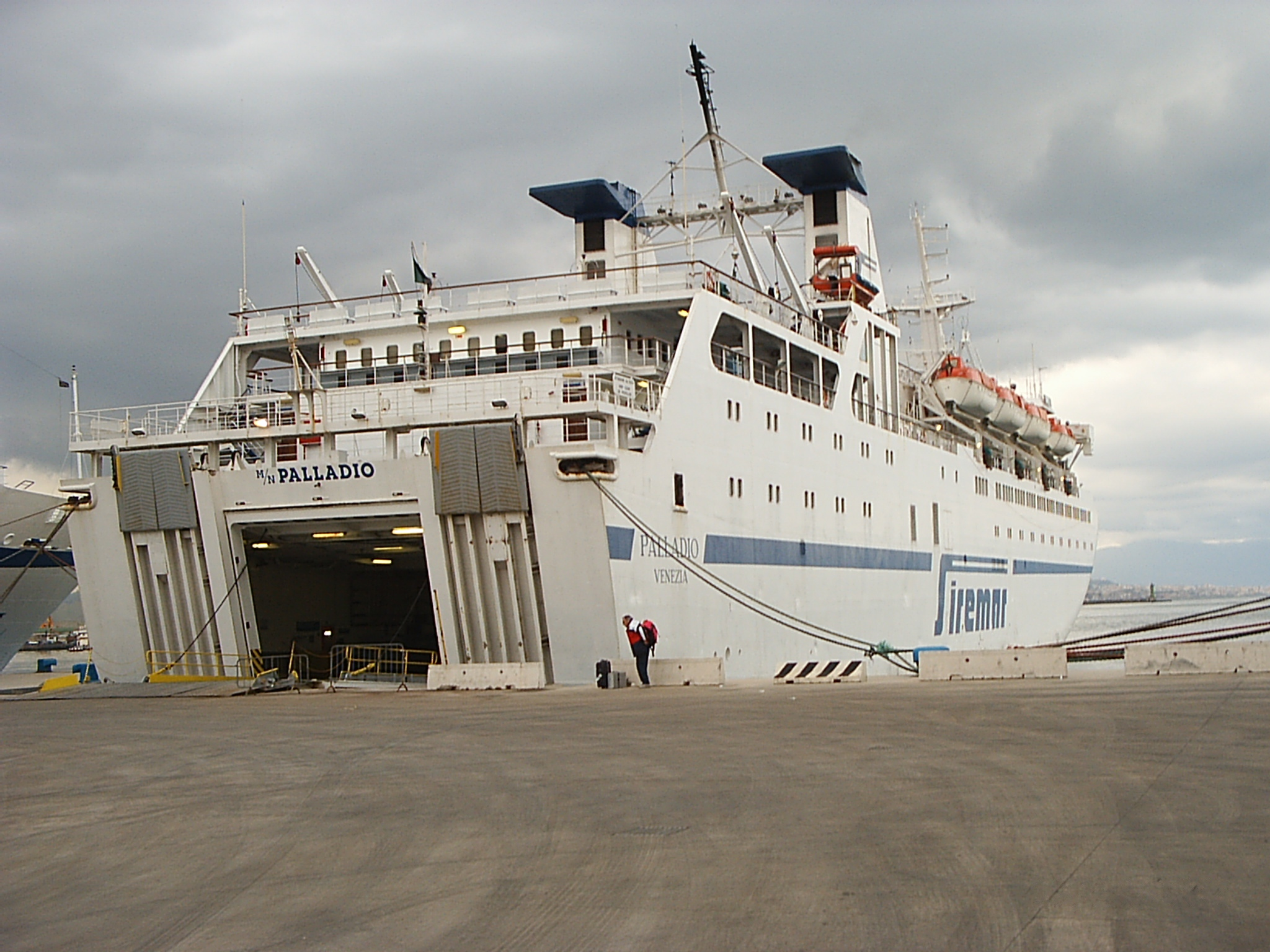
Il traghetto Palladio al porto di Napoli

Il Palladio è stato un traghetto costruito nel 1988 dalla Fincantieri di Ancona per conto dell'Adriatica di Navigazione, insieme al Sansovino.

## Storia
Il traghetto fino al 2003 è stato in servizio sulle rotte del mar Adriatico tra Italia, Croazia, Montenegro, Albania e Grecia. Entrata in servizio per la Siremar nel 2004 serviva le rotte per le isole siciliane, come Lampedusa, Linosa, Pantelleria o le isole Eolie.
Il Palladio disponeva dei seguenti servizi: 158 cabine, poltrone reclinabili, bar, ristorante, self service, e una piccola piscina.
Nel 2013 il traghetto ha subìto un incendio in sala macchine nella tratta Linosa - Porto Empedocle.
Il 24 novembre 2014 la nave effettua le prove a mare dopo la ristrutturazione al porto di Palermo.
Il 5 marzo 2016, trainata da due rimorchiatori, la nave Palladio comincia il suo ultimo viaggio, da Palermo ad Aliağa, per la demolizione.

## Navi gemelle
- Laurana
- Sansovino